# Partito dei Lavoratori Cristiani
Il Partito dei Lavoratori Cristiani (in maltese Partit tal-Ħaddiema Nisrani; in inglese Christian Workers' Party) fu un partito politico maltese di orientamento cristiano-sociale fondato nel 1961 e dissoltosi nel 1966.

## Risultati
| Elezione          | Voti   | % | Seggi  |
| ----------------- | ------ | - | ------ |
| Parlamentari 1962 | 14.285 |   | 4 / 50 |
| Parlamentari 1966 | 8.671  |   | 0 / 50 |